# Carlos Strandberg
Sergio Carlos Strandberg (Göteborg, 14 april 1996) is een Zweeds voetballer van Mozambikaanse afkomst die bij voorkeur als aanvaller speelt.

## Clubcarrière
Strandberg debuteerde op vijftienjarige leeftijd voor amateurclub Hisingsbacka FC op het zevende niveau in Zweden. In 2012 tekende hij een jeugdcontract bij BK Häcken. Daar werd hij topschutter bij de -17, waarna hij bij de -19 werd gehaald. In 2013 bleef hij trefzeker voor de -19 en -21 waarna hij in de zomer zijn handtekening zette onder een profcontract, dat hem tot december 2017 aan de club verbond. In het voetbalseizoen 2013 scoorde hij drie doelpunten in tien wedstrijden (zeven invalbeurten) in competitieverband voor BK Häcken. Hij scoorde ook in de beker tegen Nyköpings BIS.

## Statistieken
| Seizoen | Club           | Land             | Competitie         | Competitie | Competitie | Beker | Beker | Supercup | Supercup | Internationaal | Internationaal | Totaal | Totaal |
| Seizoen | Club           | Land             | Competitie         | Wed.       | Dlp.       | Wed.  | Dlp.  | Wed.     | Dlp.     | Wed.           | Dlp.           | Wed.   | Dlp.   |
| ------- | -------------- | ---------------- | ------------------ | ---------- | ---------- | ----- | ----- | -------- | -------- | -------------- | -------------- | ------ | ------ |
| 2012    | BK Häcken      | Vlag van Zweden  | Allsvenskan        | 11         | 3          | 2     | 1     | 0        | 0        | 0              | 0              | 13     | 4      |
| 2013    | BK Häcken      | Vlag van Zweden  | Allsvenskan        | 19         | 6          | 1     | 0     | 0        | 0        | 2              | 0              | 22     | 6      |
| 2014/15 | CSKA Moskou    | Vlag van Rusland | Premjer-Liga       | 10         | 3          | 1     | 0     | 0        | 0        | 0              | 0              | 11     | 3      |
| 2015/16 | CSKA Moskou    | Vlag van Rusland | Premjer-Liga       | 1          | 0          | 0     | 0     | 0        | 0        | 1              | 0              | 2      | 0      |
| 2015/16 | → FK Oeral     | Vlag van Rusland | Premjer-Liga       | 2          | 0          | 1     | 0     | 0        | 0        | 0              | 0              | 3      | 0      |
| 2016    | → AIK Fotboll  | Vlag van Zweden  | Allsvenskan        | 12         | 7          | 0     | 0     | 0        | 0        | 3              | 2              | 15     | 9      |
| 2016/17 | CSKA Moskou    | Vlag van Rusland | Premjer-Liga       | 8          | 2          | 1     | 0     | 1        | 0        | 5              | 0              | 15     | 2      |
| 2016/17 | Club Brugge    | Vlag van België  | Jupiler Pro League | 0          | 0          | 0     | 0     | 0        | 0        | 0              | 0              | 0      | 0      |
| 2016/17 | → KVC Westerlo | Vlag van België  | Jupiler Pro League | 8          | 1          | 0     | 0     | 0        | 0        | 0              | 0              | 8      | 1      |
| 2017    | Malmö FF       | Vlag van Zweden  | Allsvenskan        | 0          | 0          | 0     | 0     | 0        | 0        | 0              | 0              | 0      | 0      |
| TOTAAL  | TOTAAL         | TOTAAL           | TOTAAL             | 71         | 22         | 6     | 1     | 1        | 0        | 11             | 2              | 89     | 25     |

## Interlandcarrière
Strandberg scoorde één doelpunt in zeven interlands voor Zweden -17. Hij nam met Zweden -17 deel aan het WK -17 2013 in de Verenigde Arabische Emiraten. In 2015 debuteerde Strandberg voor Zweden -21